# G7-Gipfel in Houston 1990
Der G7-Gipfel in Houston 1990  war das 9. Gipfeltreffen der Regierungschefs der Gruppe der Sieben. Das Treffen fand unter dem Vorsitz des US-amerikanischen Präsidenten George H. W. Bush vom 9. bis 11. Juli 1990 auf dem Campus der Rice University statt.

## Teilnehmer

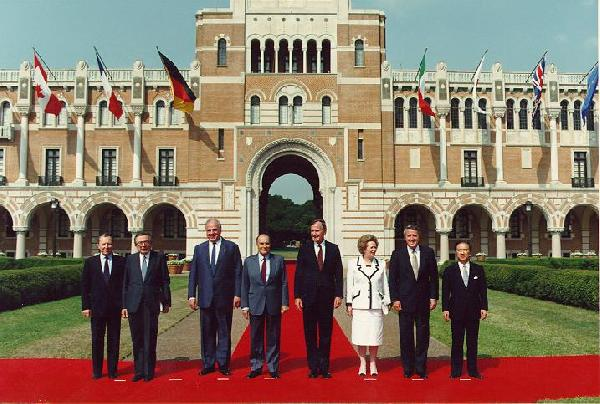
Familienfoto der Teilnehmer des G7-Gipfels im Juli 1990

| Bundesrepublik Deutschland     | Helmut Kohl         |
| Frankreich                     | François Mitterrand |
| Italien                        | Giulio Andreotti    |
| Japan                          | Toshiki Kaifu       |
| Kanada                         | Brian Mulroney      |
| Vereinigte Staaten von Amerika | George H. W. Bush   |
| Vereinigtes Königreich         | Margaret Thatcher   |
| Europäische Union              | Jacques Delors      |